# Вилобијеви
Вилобијеви (енгл. The Willoughbys) је рачунарски-анимирани хумористички филм из 2020. године, редитеља Криса Пирна и коредитеља Роба Лодермајера. Темељен на истоименом роману Лоис Лаури, сценарио филма су написали Пирн и Марк Стенли, док гласове позајмљују Вил Форте, Маја Рудолф, Алесија Кара, Тери Круз, Мартин Шорт, Џејн Краковски, Шон Кален и Рики Џервејс, који је такође наратор филма и прати четворо деце (укључујући близанце) који покушавају да нађу нове родитеље, како би заменили своје себичне и немарне родитеље.
Филм је објављен 22. априла 2020. године на Netflix-у, са 37 милиона људи који су погледали филм. Филм је добио признање критичара по објављивању, који су похвалили његову анимацију, глуму, причу и саундрек Марка Мазерсбоа, као и похвале за Алесијину песму „I Choose”.  Филм је добио шест номинација за награде Ени, укључујући за најбољи анимирани филм.

## Радња
Плави тиграсти мачак (глас позајмљује Рики Џервејс) приповеда причу о Вилобијевима, који су некада важили за поносну и креативну породицу, пуну најбољих мушкараца и жена генерацијама. Међутим, господин (Волтер) и госпођа (Хелга) Вилоби, сувише су заљубљени једно у друго да би бринули о четворо деце, занемарујући их и емоционално их злостављајући. Тим (глас позајмљује Вил Форте), најстарији од четворо, одгаја себе и своју браћу и сестру, али трпи највећи део казни зато што је окривљен за њихове поступке, углавном тако што био отеран у подрум са угљем. Џејн (глас позајмљује Алесија Кара), средње дете, најотворенија је у групи и родитељи јој често говоре да „умукне”. Близанци који се зову Барнаби (обојици глас позајмљује Шон Кален), најмлађи су и најинтелигентнији.
Након што је пронашла бебу без родитеља, Џејн је узима. Када она направи хаос у дневној соби, родитељи Вилобијевих избацују свих петоро деце из куће, забрањујући својој деци да се врате осим ако се не отарасе бебе. Тим криви Џејн за ово, али Џејн му каже да зна где могу да нађу савршен дом. Остављају бебу, којој Тим даје име „Рут”, на вратима фабрике слаткиша команданта Меланофа (глас позајмљује Тери Круз) на крају дуге. Пошто никада раније нису били напољу, браћа и сестра верују да је фабрика слаткиша савршен дом и, на путу кући, почињу да смишљају план да побољшају своје животе тако што ће се отарасити насилничких родитеља, и то чине брошуром с написом „одмор из снова”, пуна локација које би могле да убију или озбиљно осакате њихове родитеље и, као такви, деца постају сирочад.
Родитељи одмах одлазе на одмор, остављајући браћу и сестру без знања како да загреју кућу или да сами припреме храну. Срећом, „јефтина дадиља” (глас позајмљује Маја Рудолф), коју су њихови родитељи унајмили, брине се за њих. Џејн се одмах веже за њу, а убрзо затим и Барнабијеви, док Тим остаје неповерљив. Тим одбија да једе њену овсену кашу, иако није ништа јео данима пре њеног доласка. Убрзо касније, Тим се лоше понаша (случајно је бацио овсену кашу док је ударио песницама о сто), а дадиља одлучује да треба да га казни, али убрзо схвата за занемаривање и злостављање деце, и одјури у Меланофову фабрику са децом када сазна за Рут.
Након што су спасили Рут са производне траке, дадиља и Меланоф хране бебу овсеном кашом. Меланоф објашњава да је планирао да препусти Рут Одељењу за услуге сирочади након што је она дошла, али је врло брзо постао везан за њу, на велико олакшање дадиље. Дадиља схвата да ће Рут безбедно живети у фабрици.
У међувремену, родитељи Вилобија су некако преживели катастрофе које су за њих испланирала њихова деца, али су банкротирали. Страхујући од повратка својој кући, а потом и својој деци, они одлучују да ставе на продају вековну кућу Вилобијевих како би наставили своје авантуре. Обавештавају дадиљу о својим поступцима и захтевају да сама смисли шта да ради са децом.
Тим, који још увек не верује дадиљи, краде њен мобилни телефон и сазнаје шта намерава након што је прочитао поруку и чуо говорну пошту коју је оставио његов отац. Тим сазнаје за продају и, уз помоћ своје браће и сестре, следећег дана успева да уплаши све потенцијалне купце. Дадиља плаши „савршену породицу”, говорећи да је њена дужност да се прво брине о деци, а затим о жељама родитеља, а на крају задобија Тимово поверење. Међутим, пре него што су потенцијални купци стигли, Тим је позвао Службу за сирочад, верујући да је дадиља имала зле намере из онога што је пронашао на њеном телефону. Агенткиња, Алис Вернаков, и Служба за сирочад стижу и пуштају Тимов позив, због чега дадиља (откривена као Линда, сироче које никада није нашло дом пун љубави) изгуби поверење у децу и натера је да оде у сузама.
Сломљена срца због Линдиног одласка и бесна на Тима што ју је отерао, Џејн га осуђује због његовог шефовања и себичних поступака, непосредно пре него што су деца Вилобијевих одвојена и одведена у одвојене хранитељске домове. Барнабијеви су одведени у модеран дом где престају да измишљају и постају препуштени интернету и модерној технологији. Џејн је послата у дом породице који воли музику, али је превише потиштена због својих губитака да би учествовала у њиховим активностима. Тим, у међувремену, више пута бежи од својих добронамерних хранитељских породица и на крају бива смештен у ћелију у седишту Службе за сирочад након што је био сведок продаје и рушења куће Вилоубијевих током свог последњег покушаја бежања. Линда, након што мачак интервенише када она напушта град аутобусом, доносећи јој Тимов шлем и охрабрује је да се врати по децу. Она се прерушава у домара по имену „Фил” како би се ушуњала у штаб Службе за сирочад како би повратила Тима, који у почетку одбија њену помоћ из кривице што ју је отерао и уништио његову породицу у том процесу. Линда, међутим, успева да га извуче из депресије великом љубављу, говорећи Тиму да је потребан његовој браћи и сестри и враћајући му кацигу. Они побегну из штаба и поново уједине браћу и сестру Вилоби, а Тим се помири са Џејн.
Међутим, сви убрзо схватају да је једини начин на који Вилобијеви могу да скину Службу за сирочад са својих леђа јесте да имају своје родитеље. Уз помоћ Линде, Рут и Меланофа, Вилобијеви стварају цепелин да би их спасили од „Алпи који се не могу попети” на њиховом коначном одредишту, Швајцарској. Браћа и сестра одлучују да сами оду цепелин, остављајући дадиљу, Рут и Меланофа. Док стигну до свог одредишта, прате траг мајчиног предива до врха планине, где проналазе своје родитеље скоро смрзнуте на смрт. Браћа и сестра и мачор их спасавају, признајући да су их послали на пут, али надајући се да ће се поново ујединити као породица. Браћа и сестра моле родитеље да се врате кући како би могли да наставе да буду породица. Међутим, родитељи тада откривају да су и даље исто толико себични и краду цепелин, поново напуштајући децу, али родитељи не знају како да управљају њиме и слете у доњи врх планине, након чега падају у океан.
Без начина да се спусте, деца Вилобијевих почињу да се смрзавају на врху Алпа. Браћа и сестра се припремају да подлегну хладноћи док им Џејн пева. Срећом, Рут, Меланоф и дадиља их проналазе пре него што се смрзну на смрт, пратећи цепелин. Сада званично сирочад, Вилобијеве су усвојили Линда и Меланоф, који живе много срећнијим животом у Меланофовој фабрици слаткиша са њима, Рут и мачком. У међувремену, показало се да су господин и госпођа Вилоби преживели пад цепелина и да плутају на мору. Међутим, тада их прождире ајкула.

## Улоге
| Улога             | Оригинални глас | Српски глас |
| ----------------- | --------------- | ----------- |
| Тим Вилоби        | Вил Форте       |             |
| Линда             | Маја Рудолф     |             |
| Џејн Вилоби       | Алесија Кара    |             |
| командант Меланоф | Тери Круз       |             |
| Волтер Вилоби     | Мартин Шорт     |             |
| Хелга Вилоби      | Џејн Краковски  |             |
| Барнабијеви       | Шон Кален       |             |
| Мачак             | Рики Џервејс    |             |
| Алис Вернаков     | Колин Вилер     |             |
| Ајрин Холмс       | Ненси Робинсон  |             |
| Спунс Макги       | Крис Пирн       |             |